# Gertrude (prénom)
Pour les articles homonymes, voir Gertrude.
Cette page contient les pages d'homonymie des prénoms Gertrude et Gertrud.
Gertrude est un prénom féminin.
Gertrud est son équivalent en anglais, en allemand et dans d'autres langues.

## Étymologie
Ce prénom est d’origine germanique, composé de ger-, « lance», et -trud, « personne de confiance ».

## Date de fête
Il se fête principalement les 17 mars et 16 novembre.

## Variantes
On rencontre les variantes Gert, Gertrud, Gertruda, Gerty et Trudy.

### Variantes linguistiques
- allemand : Gertrud, Gertrude, Gertraud, Gertrudis, Garitrude et Gartrude, ou en forme courte Gerti, Traudel, Trudel ou Trudla
- anglais :  Gertrude, Gert et Gertie, ou encore Trudy
- espagnol : Gertrudis
- hongrois : Gertrúd
- islandais : Geirþrúður
- italien : Geltrude et Gertrude
- néerlandais : Geertruida, ou en forme courte Geerdina, Geeke, Geeske, Geerke, Geertje, Geertrui, Gerrie/Gerry, Gertje, Gertrude, Trude, Trudi, Trudy, Trui, Truida, et Truus
- norvégien : Gjertrud
- polonais : Gertruda et Gerta
- portugais : Gertrudes
- russe : Гертруда (Gertruda) contraction de Héros du travail en russe Гер+труда
- slovène : Gertrúda
- suédois : Gertrud
- tchèque : Gertruda et Gerta

## Popularité
Ce prénom, porté surtout à l'époque médiévale, est plutôt rare de nos jours. Au XXe siècle, il atteindra en France son pic de popularité en 1912 avec une centaine de naissances de Gertrude ; en 2019, 3 filles ont reçu ce prénom en France.
Dans les pays germanophones, il est un peu plus répandu.

## Personnalités désignées par ce prénom
- Gertrude de Saxe (1028-1113)
- Gertrude de Brunswick (1060-117)
- Gertrude de Saxe (1115-1143)
- Gertrude, 1re abbesse de la Cambre en 1202
- Gertrude de Dabo, comtesse de Metz
- Gertrude d'Hamage (- 649), abbesse et sainte catholique
- Gertrude de Helfta ou Gertrude la grande (°1256 - +1301)
- Gertrude de Méranie, reine consort de Hongrie
- Gertrude de Nesle-Soissons (1185-1210), épouse de Mathieu II de Montmorency
- Gertrude de Nivelles (- 659), abbesse et sainte catholique
- Gertrude de Remiremont (- 690)
- Gertrude de Saxe (1115-1143), duchesse de Saxe
- Gertrude de Saxe (1028-1113), comtesse de Frise-Occidentale puis de Flandre

## Autres personnalités portant le prénom Gertrude
- Pour l'ensemble des articles sur les personnes portant ce prénom, consulter :
  - la liste des articles dont le titre commence par ce prénom
  - les listes produites par Wikidata : Liste des personnes de prénom « Gertrude » — même liste en incluant les éventuels prénoms composés qui contiennent « Gertrude ».

## Autres personnalités portant le prénom Gertrud
- Pour l'ensemble des articles sur les personnes portant ce prénom, consulter :
  - la liste des articles dont le titre commence par ce prénom
  - les listes produites par Wikidata : Liste des personnes de prénom « Gertrude » — même liste en incluant les éventuels prénoms composés qui contiennent « Gertrude ».

## Saintes et bienheureuses
- Sainte Gertrude